# Hall and Oates
Pour les articles homonymes, voir Hall et Oates.
 (juin 2022).
Si vous disposez d'ouvrages ou d'articles de référence ou si vous connaissez des sites web de qualité traitant du thème abordé ici, merci de compléter l'article en donnant les références utiles à sa vérifiabilité et en les liant à la section « Notes et références ».
Hall and Oates ou Daryl Hall and John Oates, duo pop américain formé en 1972 par Daryl Hall et John Oates, a connu le succès à la fin des années 1970 et durant la première moitié des années 1980. Hall et Oates chantent et utilisent des instruments au sein du groupe. Ils se sont spécialisés dans un style qui est une fusion du rock 'n' roll et du rhythm and blues, qu’ils ont surnommé le « rock and soul ».

## Critiques
Les critiques Stephen Thomas Erlewine et J. Scott McClintock écrivent que « les meilleures chansons de Hall & Oates étaient remplies d'accroches et de mélodies solides qui suivaient les traditions de la soul sans en être esclaves, en intégrant des éléments new wave et hard rock »,. Durant certaines tournées et concerts, des musiciens de soul et de blues reconnus ont joué au sein du groupe. Alors que la réputation du duo est due à sa série de succès dans les classements pop dans les années 1980, Hall and Oates est aussi reconnu pour sa capacité à croiser les frontières de plusieurs styles.
Leur « appropriation naturelle et accrocheuse de la Philadelphia soul leur fait connaître un énorme succès commercial », dans les années 1970 et 1980 aux États-Unis.

## Carrière
Le groupe est surtout connu pour ses six succès numéro un dans le Billboard Hot 100 : Rich Girl, Kiss on My List, Private Eyes, I Can't Go for That (No Can Do), Out of Touch et Maneater, leur titre-phare sorti en 1982, de même que bien d'autres titres qui ont figuré dans le Top 40 pop américain.
En 1985, ils intègrent le collectif USA for Africa afin de participer à la chanson humanitaire We Are the World.
Ils atteignent à nouveau le Top 40 pour la dernière fois en 1990, et lentement le public se détourne du groupe, bien que formellement celui-ci ne se soit pas séparé et continue à enregistrer et faire des tournées.
Au total, le groupe a 34 singles dans les classements du Billboard Hot 100 américain. Hall and Oates remportent sept disques de platine certifiés par la Recording Industry Association of America, ainsi que six disques d'or. Le duo a vendu environ 80 millions de disques depuis ses débuts.
Une compilation des meilleurs titres est sortie en 2001 sous le label RCA.

## Albums studios
- 1972 : Whole Oats
- 1973 : Abondoned Luncheonette
- 1974 : War Babies
- 1975 : Daryl Hall and John Oates
- 1976 : Bigger Than Both of Us
- 1977 : Beauty on a Back Street
- 1978 : Along the Red Ledge
- 1979 : X-Static
- 1980 : Voices (en)
- 1981 : Private Eyes
- 1982 : H2O
- 1984 : Big Bam Boom
- 1988 : Ooh Yeah!
- 1990 : Change of Season
- 1997 : Marigold Sky
- 2003 : Do It for Love
- 2004 : Our Kind of Love
- 2006 : Home for Christmas

## Albumslive
- 1978 : Livetime
- 1983 : Sweet Soul Music
- 1985 : Live at The Apollo
- 1995 : Sara Smile
- 1998 : Live!
- 2001 : Greatest Hits Live
- 2003 : Live in Concert
- 2006 : In Concert
- 2008 : Live at the Troubadour
- 2014 : Live in Dublin - double CD + DVD

## Compilations
- 1977 : No Goodbyes
- 1983 : Rock 'n Soul Part 1
- 1989 : Special Mix on CD
- 1991 : Lookin Back, The Best of Daryl Hall + John Oates
- 1995 : The Best of Times - Greatest Hits
- 1996 : The Atlantic Collection
- 1997 : Starting All Over Again - Best of Hall & Oates
- 1998 : Rich Girl
- 2001 : The Very Best of Daryl Hall & John Oates
- 2001 : The Ballads Collection - RCA 100th Anniversary Series
- 2001 : Definitive Collection
- 2001 : The Essential Collection
- 2002 : Legendary
- 2002 : VH1 Behind the Music : The Daryl Hall and John Oates Collection
- 2002 : Starting All Over Again - The Best Of [Taiwan]
- 2003 : 12-inch Collection [Japon]
- 2003 : 12-inch Collection Vol. 2 [Japon]
- 2004 : Ultimate Daryl Hall + John Oates
- 2004 : The Collection
- 2005 : The Essential Daryl Hall + John Oates
- 2006 : The Platinum Collection
- 2008 : The Singles [UK]

## Honneurs
En 2003, le groupe a intégré le Songwriters Hall of Fame. Billboard Magazine place Hall and Oates à la 15e place sur leur liste des 100 plus grands artistes de tous les temps, et premier dans leur classement des duos. VH1 a mis le groupe à la 99e place sur sa liste des 100 plus grands artistes de tous les temps.

### Citations
1. ↑  (en) « at their best, Hall & Oates' songs were filled with strong hooks and melodies that adhered to soul traditions without being a slave to them by incorporating elements of new wave and hard rock »
2. ↑  (en) « smooth, catchy take on Philly soul brought them enormous commercial success »